# USS Currier (DE-700)
USS Currier (DE-700) là một tàu hộ tống khu trục lớp Buckley được Hải quân Hoa Kỳ chế tạo trong Chiến tranh Thế giới thứ hai. Tên nó được đặt theo Đại úy Hải quân Roger Noon Currier (1913-1942), người từng phục vụ cùng Ban than mưu của Chuẩn đô đốc Norman Scott trên tàu tuần dương hạng nặng Atlanta (CL-51) và đã tử trận trong trận Hải chiến Guadalcanal vào ngày 13 tháng 11, 1942. Nó đã phục vụ cho đến khi chiến tranh kết thúc, và tiếp tục hoạt động trong giai đoạn Chiến tranh Triều Tiên và Chiến tranh Lạnh cho đến khi xuất biên chế năm 1960 và bị đánh chìm như mục tiêu năm 1967. Currier được tặng thưởng hai Ngôi sao Chiến trận do thành tích phục vụ trong Thế Chiến II, rồi thêm một Ngôi sao Chiến trận khác khi hoạt động tại Triều Tiên.

## Thiết kế và chế tạo
Những chiếc thuộc lớp tàu hộ tống khu trục Buckley có chiều dài chung 306 ft (93 m), mạn tàu rộng 37 ft 1 in (11,30 m) và độ sâu mớn nước khi đầy tải là 11 ft 3 in (3,43 m). Chúng có trọng lượng choán nước tiêu chuẩn 1.400 tấn Anh (1.400 t); và lên đến 1.740 tấn Anh (1.770 t) khi đầy tải. Hệ thống động lực bao gồm hai turbine hơi nước General Electric công suất 13.500 mã lực (10.100 kW), dẫn động hai máy phát điện công suất 9.200 kilôwatt (12.300 hp) để vận hành hai trục chân vịt;  công suất 12.000 hp (8.900 kW) cho phép đạt được tốc độ tối đa 23 kn (26 mph; 43 km/h), và có dự trữ hành trình 6.000 nmi (6.900 mi; 11.000 km) khi di chuyển ở vận tốc đường trường 12 kn (14 mph; 22 km/h).
Vũ khí trang bị bao gồm ba pháo 3 in (76 mm)/50 cal trên tháp pháo nòng đơn có thể đối hạm hoặc phòng không, một khẩu đội 1,1 inch/75 caliber bốn nòng và tám pháo phòng không Oerlikon 20 mm. Vũ khí chống ngầm bao gồm một dàn súng cối chống tàu ngầm Hedgehog Mk. 10 (có 24 nòng và mang theo 144 quả đạn); hai đường ray Mk. 9 và tám máy phóng K3 Mk. 6 để thả mìn sâu. Khác biệt đáng kể so với lớp Evarts dẫn trước là chúng có thêm ba ống phóng ngư lôi Mark 15 21 inch (533 mm). Thủy thủ đoàn đầy đủ bao gồm 186 sĩ quan và thủy thủ.
Currier được đặt lườn tại xưởng tàu của hãng Defoe Shipbuilding Company tại Bay City, Michigan vào ngày 21 tháng 7, 1943. Nó được hạ thủy vào ngày 14 tháng 10, 1943; được đỡ đầu bởi bà Roger N. Currier, vợ góa Đại úy Currier, và nhập biên chế vào ngày 1 tháng 2, 1944 dưới quyền chỉ huy của Hạm trưởng, Trung tá Hải quân Alfred L. Lind.

## Lịch sử hoạt động
Sau khi hoàn tất việc chạy thử máy huấn luyện tại khu vực Bermuda và sửa chữa sau chạy thử máy, Currier lên đường để hộ tống một đoàn tàu vận tải vượt Đại Tây Dương đi sang Casablanca, Morocco thuộc Pháp từ ngày 28 tháng 5 đến ngày 17 tháng 6, 1944. Nó quay trở lại Oran vào ngày 10 tháng 7, nơi nó hộ tống các đoàn tàu vận tải vượt Địa Trung Hải đi lại giữa các cảng Oran, Naples, Bizerte, Palermo và Gibraltar. Vào ngày 12 tháng 8, nó khởi hành từ cùng một đoàn tàu bao gồm 112 tàu đổ bộ Landing Craft Infantry (LCI) và 28 tàu hộ tống khác, nhằm vận chuyển binh lính thuộc Trung đoàn 45 Bộ binh tham gia cuộc đổ bộ tấn công lên miền Nam nước Pháp, trong khuôn khổ Chiến dịch Dragoon, vào ngày 14 tháng 8.
Sau khi bảo vệ cho các tàu vận chuyển ngoài khơi bãi đổ bộ, Currier tiếp tục hộ tống các đoàn tàu vận chuyển lực lượng tăng viện và tiếp liệu từ Oran sang mặt trận từ ngày 20 tháng 8 đến ngày 4 tháng 9. Từ ngày 10 đến ngày 20 tháng 9, nó đảm nhiệm vai trò soái hạm cho "Lực lượng Con thoi Shuttle" cung cấp tiếp liệu cho lực lượng tấn công. Sau khi quay trở lại Oran, nó lên đường vào ngày 28 tháng 9 để đi sang khu vực Mặt trận Thái Bình Dương, đi đến San Diego, California vào ngày 27 tháng 10.
Khởi hành từ San Francisco vào ngày 23 tháng 11, Currier đi đến Saipan vào ngày 28 tháng 12, đảm nhiệm vai trò cột mốc radar canh phòng, tuần tra và hộ tống vận tải tại các khu vực Eniwetok, Ulithi, Guam và Iwo Jima. Từ ngày 29 tháng 7, 1945 cho đến khi chiến tranh chấm dứt, nó hộ tống các đoàn tàu vận tải đi lại giữa Guam và Okinawa. Sau khi Nhật Bản chấp nhận đầu hàng vào ngày 15 tháng 8 giúp kết thúc cuộc xung đột, nó cùng với tàu hộ tống khu trục chị em USS Osmus (DE-701) đi đến đảo Rota ở phía Bắc quần đảo Mariana vào ngày 28 tháng 8, nhằm tiếp quản việc đầu hàng của quân đội Nhật Bản trú đóng tại đây và thị sát hòn đảo này.
Rời Eniwetok vào ngày 19 tháng 9, Currier quay trở về San Pedro, California để được đại tu. Đến tháng 3, 1946, nó lại đi sang Viễn Đông để vận chuyển những tù binh chiến tranh Nhật Bản từ Hong Kong và Thượng Hải hồi hương. Sau khi ghé qua các cảng dọc bờ biển Trung Quốc, nó tuần tra dọc bờ biển Triều Tiên và phía Bắc Trung Quốc để khám xét tàu bè buôn lậu. Sau khi viếng thăm Manila, Philippines vào tháng 2, 1947, nó lên đường quay trở về Hoa Kỳ, về đến San Diego vào ngày 2 tháng 3. Trong giai đoạn từ năm 1948 đến năm 1952, con tàu hoạt động tại vùng bờ Tây và khu vực quần đảo Hawaii, chủ yếu trong việc thực tập tuần tra chống tàu ngầm.
Khởi hành từ San Diego vào ngày 19 tháng 4, 1952, một lần nữa Currier lại được phái sang hoạt động tại khu vực Tây Thái Bình Dương. Nó tuần tra dọc bờ biển phía Tây bán đảo Triều Tiên và tại eo biển Đài Loan, và tham gia các cuộc thực tập chống tàu ngầm tại vùng biển Nhật Bản. Sau khi quay trở về San Diego vào ngày 6 tháng 9, nó phục vụ như tàu huấn luyện cho Trường Sonar Hạm đội cho đến ngày 20 tháng 5, 1954, khi con tàu lại được cử sang Viễn Đông, và phục vụ cho đến ngày 7 tháng 9, khi nó quay trở về San Diego. Con tàu tiếp tục hoạt động tại chỗ, chủ yếu phục vụ cùng Trường Sonar Hạm đội, cho đến khi được cho xuất biên chế tại San Francisco vào ngày 4 tháng 4, 1960.
Currier không bao giờ được đưa ra hoạt động trở lại; tên nó được cho rút khỏi danh sách Đăng bạ Hải quân vào ngày 1 tháng 12, 1966, và con tàu bị đánh chìm như một mục tiêu ngoài khơi bờ biển California vào ngày 11 tháng 7, 1967.

## Phần thưởng
Currier được tặng thưởng hai Ngôi sao Chiến trận do thành tích phục vụ trong Thế Chiến II, rồi thêm một Ngôi sao Chiến trận khác khi hoạt động trong cuộc Chiến tranh Triều Tiên.
| Bronze star · Bronze star |  |  |
|                           |  |  |
| Bronze star               |  |  |

| Huân chương Chiến dịch Hoa Kỳ                            | Huân chương Chiến dịch Hoa Kỳ                | Huân chương Chiến dịch Châu Á-Thái Bình Dương với 2 Ngôi sao Chiến trận | Huân chương Chiến dịch Châu Á-Thái Bình Dương với 2 Ngôi sao Chiến trận |
| Huân chương Chiến dịch Châu Âu-Châu Phi-Trung Đông       | Huân chương Chiến thắng Thế Chiến II         | Huân chương Chiến thắng Thế Chiến II                                    | Huân chương Phục vụ Phòng vệ Quốc gia                                   |
| Huân chương Phục vụ Triều Tiên với 1 Ngôi sao Chiến trận | Huân chương Liên Hợp Quốc Phục vụ Triều Tiên | Huân chương Liên Hợp Quốc Phục vụ Triều Tiên                            | Huân chương Phục vụ Chiến tranh Triều Tiên (Hàn Quốc)                   |